# Ovactis canariensis
Ovactis canariensis is een Cerianthariasoort uit de familie van de Arachnactidae. De wetenschappelijke naam van de soort is voor het eerst geldig gepubliceerd in 1920 door Gravier.